# داين شيجان
داين شيجان مواليد 5 فبراير 1977 في شاباتس، جمهورية يوغوسلافيا الاشتراكية الاتحادية، هو لاعب كرة يد صربي يلعب كحارس مرمى. مثل منتخب صربيا لكرة اليد.

## روابط خارجية
- داين شيجان على موقع الاتحاد الأوروبي لكرة اليد (الإنجليزية)